# Kurt Heiligenstaedt
Kurt Heiligenstaedt  (* 13. August 1890 in Roßleben; † 5. Mai 1964 in Berlin) war ein deutscher Künstler, Plakatgestalter, Gebrauchsgrafiker, Karikaturist.

## Leben und Wirken
Nachdem er von 1907 bis 1910 eine Tätigkeit im Verlagsbuchhandel ausgeübt hatte, studierte er an der privaten, jüdischen Kunst- und Kunstgewerbeschule Reimann in Berlin bei Professor Karl Klimsch. Heiligenstaedt arbeitete anschließend als Gebrauchsgrafiker, Plakatkünstler und Karikaturist. Seine Werke wurden veröffentlicht in Lustige Blätter, Meggendorfer Blätter, Die Woche, Sport im Bild, Ulk, Fliegende Blätter und simplicissimus.
Charakteristisch für ihn sind humoristische Zeichnungen mit einer eleganten Note. Er entwarf zahlreiche Werbe- und Filmplakate. Sein bekanntestes Werk ist das 1922 entstandene Plakat Persil bleibt Persil mit der berühmten weißen Persildame, zu dem Elly Heuss-Knapp den Werbetext verfasste. Dieses Plakat wurde über Jahrzehnte hinweg nur leicht modifiziert verwendet. 
1923/1924 und ab 1935 regelmäßig druckte der Simplicissimus 428 seiner Zeichnungen. Heiligenstaedt war ab 1935 auf ebenso naturalistische wie elegant gezeichnete, erotische Szenen in zeitgenössischem Kostüm spezialisiert, die zu den ersten Pin-up-Bildern in Deutschland zählen. In der Nachfolgezeitschrift des Simplicissimus sorgte er 1959 durch angedeutete Brustwarzen auf dem Titelbild für eine der in dieser Zeit eher seltenen Beschlagnahmungsaktionen.
Kurt Heiligenstaedt starb 1964 im Alter von 73 Jahren in Berlin und wurde auf dem Waldfriedhof Zehlendorf beigesetzt. Das Grab ist erhalten.

## Mitgliedschaften
- Mitglied im Verein Bildender Künstler